# Мессапский язык
Мессапский язык (япигский) — реликтовый язык группы иллирийских языков. Носители — племена япигов (яподов): мессапов, певкетов и давнов.
Был распространён на юго-востоке Апеннинского полуострова на территории современной области Апулии. К началу н. э. был вытеснен латинским языком. Известно около 300 надписей VI—I вв. до н. э., выполненных в основном мессапским алфавитом. Несколько надписей сделаны греческим письмом.
Мессапский язык относится к индоевропейским языкам, наиболее признана его близость к иллирийскому языку (вместе они, видимо, образуют иллирийскую ветвь). Некоторые рефлексы сближают мессапский с греческим языком и италийскими языками. Хотя мессапский обнаруживает немало схождений с иллирийским в ономастическом корнеслове, словообразовании, отчасти и в фонологии, но некоторые особенности (в частности, развитие *s , *-s- > h-, -h-, сближающее мессапский с греческим и албанским, но отделяющее его от балканского иллирийского), заставляют трактовать мессапский как особый язык.
В вокализме представлены краткие и долгие гласные a, u, e, i, ā, ō, ū, ē, ī и 5 дифтонгов (au, eu, ai, oi, ei). Краткое ǒ перешло в ǎ. Консонантизм представлен фонемами p, t, k, b, d, g, s, j, v, m, n, l, r, š, z, θ, h и, возможно, также x, q, c, dz, ɲ, ʎ. В мессапском известна палатализация и удлинение сочетаний переднеязычных t, d, l, n, s, r с i/j: Dazetθes (ср. иллир. Dazetius), где θ (th) передаёт некоторый палатальный или палатализованный звук типа ty или č. Для мессапского характерно сведе́ние трёх серий индоевропейских смычных к двум с совпадением звонких и звонких придыхательных; индоевропейские велярные имеют в основном кентумные рефлексы.
В именной морфологии выделяются пять падежей. В глаголе известны некоторые формы перфекта, аориста и оптатива.
Несмотря на обилие надписей, они в большинстве случаев трудно толкуются и малосодержательны из-за преобладания личных имён.

## Мессапский алфавит
Мессапский алфавит развился на основе греческого письма соседнего города Тарента (Таранто), где использовался дорийский вариант. В то же время он имеет многие ионийские характеристики.